# فويتشخ بوزيك
فويتشخ ستانيسلاف بوزيك (مواليد 1 فبراير 1961، في غليفيتسه) هو دبلوماسي بولندي، متخصص في شؤون منطقة الشرق الأوسط والدول ذات المخاطر الأمنية العالية. شغل منصب سفير في الكويت (2001-2005)، وليبيا (2010-2012)، ولبنان (2013-2017).

## الحياة
في عام 1986، تخرج فويتشخ بوزيك من معهد موسكو الحكومي للعلاقات الدولية. في عام 1987، تلقى تعليمه في المعهد البولندي للشؤون الدولية.
في عام 1986، بدأ مسيرته الدبلوماسية في وزارة الخارجية. تم تعيينه في سفارة في القاهرة بمصر وسفارة طرابلس بليبيا. في أبريل 1991، افتتح سفارة أبو ظبي في الإمارات العربية المتحدة، وكان رئيسًا لها حتى نوفمبر 1991. في عام 1993، أنهى مهمته هناك. من عام 1993 وحتى 1996، خدم في سفارة دمشق بسوريا، وكان لمدة عامين قائمًا بالأعمال. بعد عودته إلى مقر وزارة الخارجية في وارسو، حيث كان رئيسًا لوحدة إدارة إفريقيا والشرق الأوسط بوزارة الخارجية، والمسؤولة عن دول المغرب العربي والمشرق العربي.
منذ عام 2001 وحتى يوليو 2005، كان سفيرًا لدى الكويت، ومعتمدًا أيضًا لدى البحرين. بعد عودته إلى وارسو، وحتى 2007، كان نائب مدير إدارة إفريقيا والشرق الأوسط بوزارة الخارجية. في ذلك الوقت كان يمثل بولندا أيضًا في مؤسسة آنا ليند الأورومتوسطية للحوار بين الثقافات، والاتحاد من أجل المتوسط. من أكتوبر 2007 إلى أكتوبر 2008، كان قائمًا بالأعمال في سفارة دار السلام بتنزانيا. بين عامي 2010 و2012، كان سفيرًا لدى ليبيا، ومعتمدًا أيضًا لدى النيجر وتشاد. في عام 2011، وبسبب الحرب الأهلية الليبية، كان فويتشخ بوزيك مسؤولاً لشمدة شهرين عن إخلاء السفارة إلى بنغازي. من سبتمبر 2013 وحتى ديسمبر 2017، كان سفيرًا لدى لبنان. في عامي 2023-2024، عمل في مكتب رئيس مكتب الأجانب. في 1 أبريل 2024، عاد إلى قسم إفريقيا والشرق الأوسط بوزارة الخارجية. في 7 فبراير 2025، أصبح القائم بالأعمال بالنيابة في سفارة بغداد بالعراق.
في عام 2011، منحه وزير خارجية بولندا وسام بيني ميريتو الفخري لمساهمته في إجلاء المواطنين البولنديين والأوروبيين من ليبيا.
إلى جانب لغته البولندية الأم، فهو يتحدث الإنجليزية والعربية والروسية، ولديه بعض المعرفة الأساسية باللغة الفرنسية. وهو أب لابنة.